# St. Antonius (Frankfurt-Westend)

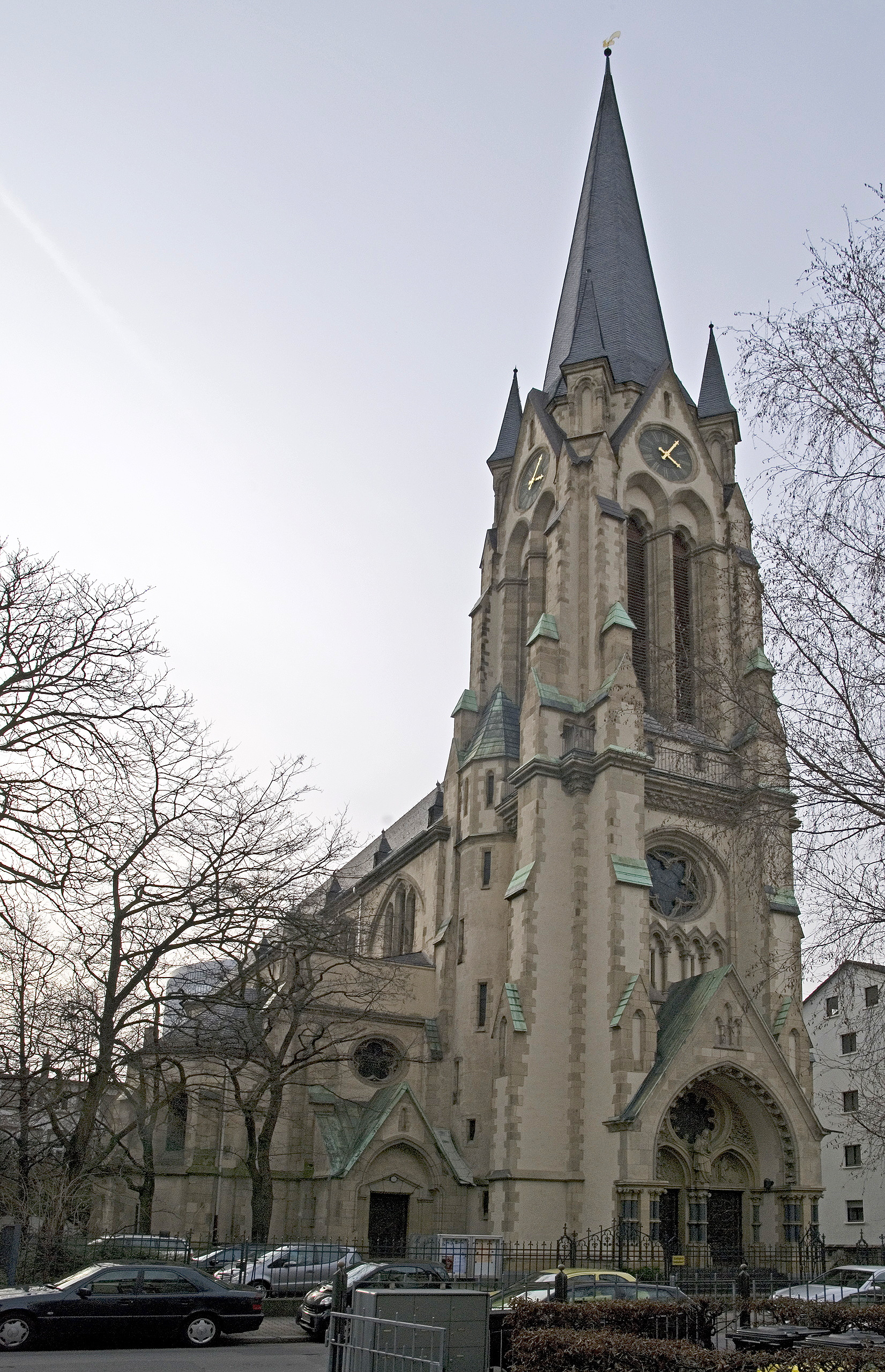
Antoniuskirche

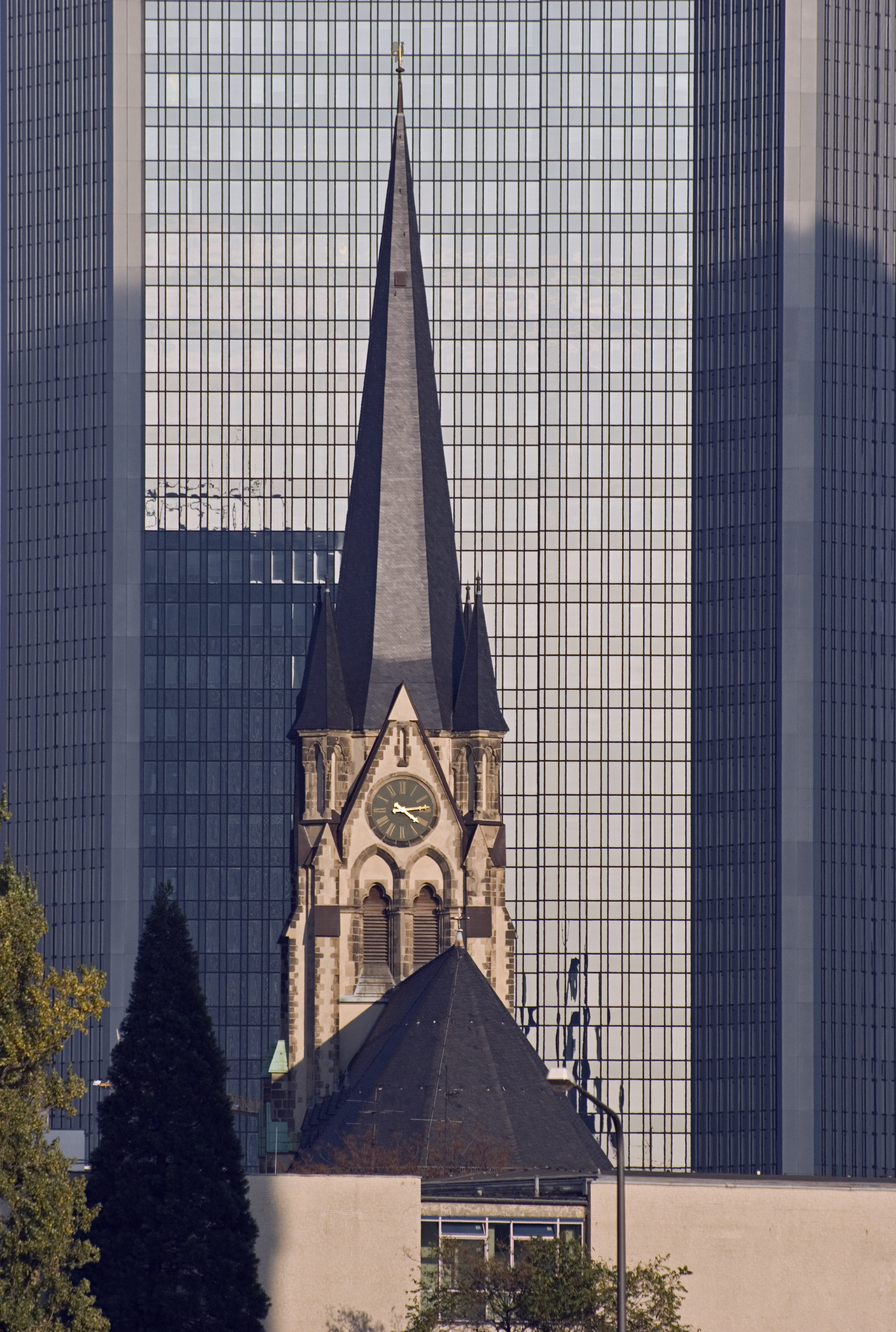
Die Antoniuskirche vor dem Trianon

St. Antonius ist eine römisch-katholische Kirche in Frankfurt am Main. Sie wurde 1899/1900 im neugotischen Stil im Stadtteil Westend errichtet. Nach ihrer Zerstörung im Zweiten Weltkrieg und dem Wiederaufbau diente sie als Pfarrkirche der Gemeinde St. Antonius. Vom 1. September 2007 bis zum 31. Dezember 2013 war sie Filialkirche der Gemeinde St. Ignatius und St. Antonius, seit dem 1. Januar 2014 ist sie ein Kirchort der Dompfarrei St. Bartholomäus. Sie ist nicht zu verwechseln mit der Antoniuskirche im Frankfurter Stadtteil Rödelheim.

## Geschichte
Im Laufe des 19. Jahrhunderts entstanden um die historische Innenstadt von Frankfurt eine Reihe von neuen Stadtvierteln. Das Westend entwickelte sich zu einem bürgerlichen Wohnviertel, in dem es zunächst keine Kirchen gab. 1899 stiftete Landgräfin Anna von Hessen, eine geborene Prinzessin von Preußen, den Bau einer katholischen Kirche im Westend, die nach dem heiligen Antonius von Padua benannt werden sollte. Der Berliner Regierungsbaumeister August Menken entwarf einen neugotischen Kirchenbau, der am 26. Mai 1900 durch den Limburger Bischof Adalbert Endert geweiht wurde. Im Oktober 1901 konvertierte die Stifterin in Fulda zum Katholizismus.
Die Seelsorge an der Kirche übernahmen sechs Kapuzinerpatres, womit sich der Orden nach einer fast hundertjährigen Unterbrechung wieder in Frankfurt ansiedeln konnte. Bereits von 1722 bis zur Säkularisation 1802 hatten die Kapuziner die ehemalige Antoniterkirche in der nach ihnen (auf frankfurterisch) benannten Töngesgasse besessen.
Bis 1917 blieben alle katholischen Kirchen Frankfurts Teil einer einzigen Pfarrgemeinde mit zuletzt etwa 86.000 Mitgliedern, deren Pfarrkirche der Kaiserdom St. Bartholomäus war. Am 2. April 1917 wurden mehrere Kuratiegemeinden, darunter auch St. Antonius im Westend, ausgegliedert. Die Kapuziner übernahmen die Liebfrauenkirche, erster Pfarrer der neuen Antoniusgemeinde wurde Paul Loreth.
Nachdem sie bereits bei mehreren Luftangriffen zuvor beschädigt worden war, brannte die Antoniuskirche beim großen Vernichtungsangriff vom 22. März 1944, bei dem die Frankfurter Altstadt und fast alle dortigen historischen Kirchen zerstört wurden, vollkommen aus. Bereits 1947 bis 1949 wurde sie zunächst provisorisch wiederaufgebaut. 1963 erhielt sie im Inneren eine neue Kassettendecke und neue Glasfenster im Chor.
Außerdem wurde ihr spitzer Turmhelm restauriert. Eine weitere Renovierung folgte 1974.
Im Jahr 2007 fusionierte die Antoniusgemeinde mit der Ignatiusgemeinde am Gärtnerweg. Im Zuge der Neuordnung der katholischen Pfarreien der Innenstadt wurden zum 1. Januar 2014 die Pfarreien Allerheiligen, St. Bernhard, Deutschorden, Liebfrauen sowie St. Ignatius und St. Antonius mit der Pfarrei Dom/St. Leonhard zu der Pfarrei neuen Typs mit dem Namen Dompfarrei St. Bartholomäus zusammengelegt. Die bisherigen Gemeinden sollen als Kirchorte bestehen bleiben und für ein aktives und interessantes Gemeindeleben sorgen. Als Kirchort wird ein Ort innerhalb einer Pfarrei bezeichnet, in dem sich eine Kapelle oder eine Kirche befindet, in der sonntags oder in regelmäßigen Abständen Eucharistiefeier oder Wort-Gottes-Feier stattfinden. Die leitenden Priester der Ordensgemeinden Deutschorden, Liebfrauen und St. Ignatius werden als Kirchenrektoren und nicht als Pfarrer bezeichnet.

## Lage
Die Adresse der Kirche ist Savignystraße 15 im südlichen Westend. Entgegen der üblichen Orientierung liegt der Chor der Kirche im Westen, der Kirchturm mit dem Haupteingang im Osten an der Savignystraße. Zur Kirche gehört ein Pfarrhaus in der Bettinastraße 28, in dem das Gemeindebüro untergebracht ist, und eine Kindertagesstätte in der Bettinastr. 26. In unmittelbarer Nähe der Kirche befinden sich die Hochhäuser Westendstraße 1 (208 Meter) und City-Haus I (142 Meter), die den Kirchturm um ein Mehrfaches überragen. Fotografien der Kirche vor dem Hintergrund der Frankfurter Skyline sind ein beliebtes Motiv.

## Ausstattung

### Chorfenster
Die fünf 1958 von Johannes Beeck aus Hinsbeck entworfenen Chorfenster zeigten die Geheimnisse des Rosenkranzes. Der gotische Hochaltar ist das Werk eines unbekannten Meisters aus der ersten Hälfte des 15. Jahrhunderts. Er entstammt einer Sammlung mittelalterlicher Altäre, die der damalige katholische Stadtpfarrer Franz August Münzenberger im 19. Jahrhundert anlegte, und befindet sich seit 1974 in der Antoniuskirche. Er zeigt im Mittelstück die Krönung Mariens, im unteren Teil des Retabels Bildnisse der Heiligen Sebastian und Stephan.

### Orgel
Die 1965 von der Orgelbaufirma Gebrüder Späth aus Ennetach als opus 805 geschaffene Orgel ist mit 4318 Pfeifen und 56 Registern, verteilt auf 4 Manualen und Pedal, eine der größten Kirchenorgeln Frankfurts. Zu ihren Besonderheiten zählen ein besonders tiefes Bassregister, das Contrafagott 32, im Pedal und eine Spanische Trompete im Hauptwerk.
Das Instrument verfügt über folgende Disposition:
| I Hauptwerk C–g3 |                    |       |
| 1.               | Gedacktpommer      | 16′   |
| 2.               | Prinzipal          | 8′    |
| 3.               | Rohrgedackt        | 8′    |
| 4.               | Oktave             | 4′    |
| 5.               | Koppelflöte        | 4′    |
| 6.               | Quinte             | 2 ⁄3′ |
| 7.               | Mixtur VI-VIII     | 2′    |
| 8.               | Nonenkornett V     |       |
| 9.               | Fagott             | 16′   |
| 10.              | Spanische Trompete | 8′    |

| II Oberwerk C–g3 |                |       |
| 11.              | Metallgedackt  | 8′    |
| 12.              | Quintade       | 8′    |
| 13.              | Prinzipal      | 4′    |
| 14.              | Rohrflöte      | 4′    |
| 15.              | Schwiegel      | 2′    |
| 16.              | Sesquialter II | 2 ⁄3′ |
| 17.              | Septime        | 1 ⁄7′ |
| 18.              | Scharff IV-V   | 1′    |
| 19.              | Schalmey-Oboe  | 8′    |
|                  | Tremolo        |       |

| III Positiv C–g3 |                |       |
| 20.              | Spitzgedackt   | 8′    |
| 21.              | Blockflöte     | 4′    |
| 22.              | Hellprinzipal  | 2′    |
| 23.              | Kleinquinte    | 1 ⁄3′ |
| 24.              | Glockenterz II | 4⁄5′  |
| 25.              | Zymbel III     | 1⁄2′  |
| 26.              | Vox humana     | 8′    |
| 31.              | Nasard         | 2 ⁄3′ |
|                  | Tremolo        |       |

| IV Schwellwerk C–g3 |                  |        |
| 32.                 | Flûte Harmonique | 8′     |
| 33.                 | Bourdon          | 8′     |
| 34.                 | Voix célèste     | 8′     |
| 35.                 | Préstant         | 4′     |
| 36.                 | Flûte Octaviante | 4′     |
| 37.                 | Nasard           | 2 ⁄3′  |
| 38.                 | Flageolet        | 2′     |
| 39.                 | Tierce           | 1 3⁄5′ |
| 40.                 | Piccolo          | 1′     |
| 41.                 | Fourniture IV    | 1 ⁄3′  |
| 42.                 | Trompeta magna   | 16′    |
| 43.                 | Trompette        | 8′     |
| 44.                 | Clairon          | 4′     |
|                     | Tremolo          |        |

| Pedal C–f1 |                  |         |
| 45.        | Großprinzipal    | 16′     |
| 46.        | Subbass          | 16′     |
| 47.        | Zartbass         | 16′     |
| 48.        | Oktavbass        | 8′      |
| 49.        | Gedackflöte      | 8′      |
| 50.        | Quintbass        | 5 1⁄3′  |
| 51.        | Choralbass       | 4′      |
| 52.        | Nachthorn        | 4′      |
| 53.        | Weitpfeife       | 2′      |
| 54.        | Rauschwerk III   | 3 1⁄5′  |
| 55.        | Pedalmixtur V-VI | 2 ⁄3′   |
| 56.        | Contrafagott     | 32′     |
| 57.        | Bombarde         | 16′     |
| 58.        | Basstrompete     | 8′      |
| 59.        | Zink             | 4′      |
| 60.        | Quinte           | 10 2⁄3′ |

- Koppeln: 10 Normalkoppeln, Koppel IV-Pedal 4′
- Spielhilfen: 3 freie und 3 feste Kombinationen, 3 Pedalkombinationen, Einzel- und Sammelabsteller für Zungen und Mixturen; Tutti, Walze, Zimbelstern

### Glocken
Drei der vier ursprünglichen Glocken wurden 1942 beschlagnahmt und eingeschmolzen. Erst 1999 zum hundertjährigen Kirchenjubiläum konnte das Geläute wieder mit drei Glocken ergänzt werden, die von der Gießerei Petit & Gebr. Edelbrock aus Gescher stammen. Das Geläute hat damit heute wieder vier Glocken mit folgender Disposition:
1. Carolus c', 2.500 kg, gegossen 1999
2. Antonius d', 1.600 kg, gegossen 1999
3. Maria f', 950 kg, gegossen 1999
4. Josef g', 600 kg, gegossen 1899

Eine weitere Glocke (Corpus Christi a', 480 kg) soll das Geläute später ergänzen.

## Trivia
In den 1990er-Jahren war die Kirche einer der Drehorte der SAT1-Fernsehserie Schwarz greift ein.